# Mar Vermelho (Alagoas)
Mar Vermelho é um município brasileiro do estado de Alagoas. Sua população, de acordo com estimativas do IBGE, em 2020 era de 3 674 habitantes. Mar vermelho e o segundo município com menor população de Alagoas. 

## História
Mar Vermelho, antigo distrito subordinado ao município de Anadia, foi elevado à categoria de município pela lei nº 2431 de 3 de fevereiro de 1962.

## Etimologia
No final do século XIX, O lago existente no povoado de clima ameno era rodeado de gravatás, um tipo de árvore que no outono deixa cair suas folhas de coloração vermelha no chão e nas águas do lago. Um criador de gado da região, chamado Coutinho, passando por ali, chamou o lugar de mar vermelho, o que seria firmado entre o reduzido número de moradores das cercanias e conservado quando o município foi criado, em 1962. Por seu clima de serra e por suas inúmeras fontes de águas minerais, a cidade é reconhecida também como a “Suíça alagoana”.

## Geografia
Mar Vermelho é um município do Noroeste de Alagoas, a temperatura é baixa. Tem o apelido "Suíça Alagoana" por ter características da região européia, tanto na construção de casas quanto no clima. Sua menor temperatura registrada foi de 10 °C,data julho de 2010.

### Vegetação
A vegetação é predominantemente do tipo Floresta Subperenifólia, com partes de Floresta Hipoxerófila.

### Relevo
Os solos dessa unidade geoambiental são representados pelos Latos solos nos topos planos,sendo profundos e bem drenados; pelos Podzólicos nas vertentes íngremes, sendo pouco a medianamente profundos e bem drenados e pelos Gleissolos de Várzea nos fundos de vales estreitos, com solos orgânicos e encharcados.

## Turismo
A principal atração do município é o clima serrano, que lhe rendeu a denominação de "Suíça Alagoana". Frio e seco, é aconselhado pelos especialistas como auxiliar no tratamento das doenças do aparelho respiratório. Destaca-se, também, a Lagoa Vermelha, abençoada pelo Cristo Redentor no alto da cidade. As festividades também atraem muitos visitantes, destacando-se: o carnaval, as festas religiosas - incluindo-se a da padroeira, Nossa Senhora da Conceição (8 de dezembro) - além das festas populares tradicionais.

## Cultura
A principal atração do município é o clima serrano, que lhe rendeu a denominação de "Suíça Alagoana". Frio e seco é aconselhado pelos especialistas como auxiliar no tratamento das doenças do aparelho respiratório. Destaca-se, também, a Lagoa Vermelha, abençoada pelo Cristo Redentor no alto da cidade.

### Eventos
- Carnaval
- Emancipação política
- Festas juninas, religiosas e populares tradicionais
- Festival de Inverno
- Festa da Padroeira Nossa Senhora da Conceição

## Prefeitos de Mar Vermelho
O Município de Mar Vermelho, desde sua Emancipação Política, teve 12 (doze) Mandatários, desses, apenas 2 (duas) mulheres conseguiram chegar ao comando do poder executivo marvermelhense.
| Nº | Prefeito(a)                     | Período do governo (duração do governo)                                | Vice-Prefeito                                                            | Notas |
| -- | ------------------------------- | ---------------------------------------------------------------------- | ------------------------------------------------------------------------ | --- |
| 1  | Ernesto Ferro Jatobá            | 25 de março de 1962 até 30 de dezembro de 1962 (280 dias)              | Nenhum (criação do municipio)                                            | |
| 2  | Jerônimo Neto Tenório Lins      | 31 de dezembro de 1962 até 31 de janeiro de 1969 (7 anos e 31 dias)    | Geraldo de Mendonça Ataíde                                               | |
| 3  | Geraldo de Mendonça Ataide      | 01 de fevereiro de 1969 até 31 de janeiro de 1973 (4 anos)             | Cláudio Jorge Barbosa de Melo                                            | |
| 4  | Jerônimo Neto Tenório Lins      | 01 de fevereiro de 1973 até 31 de janeiro de 1977 (4 anos)             | Roldão Sampaio de Souza                                                  | |
| 5  | Abel Oliveira Nascimento        | 01 de fevereiro de 1977 até 10 de outubro de 1980 (3 anos e 252 dias)  | Everaldo Vieira Jatobá                                                   | faleceu no cargo                                                                                            |
| 6  | Everaldo Vieira Jatobá          | 10 de outubro de 1980 até 31 de março 1982 (1 ano e 172 dias)          | Nenhum                                                                   | assumiu o cargo em decorrência do falecimento do titular, mas foi afastado do cargo em 31 de março de 1982. |
| 7  | João Gomes da Silva             | 01 de abril de 1982 até 31 de janeiro de 1983 (305 dias)               | Nenhum                                                                   | Assumiu por ser Presidente da Câmara Municipal, após afastamento do titular.                                |
| 8  | Luiz Clarindo de França         | 01 de fevereiro de 1983 até 31 de dezembro de 1988 (5 anos e 334 dias) | Jorge Cardoso de Albuquerque                                             | |
| 9  | João Gomes da Silva             | 01 de janeiro de 1989 até 16 de janeiro de 1990 (1 ano e 15 dias)      | Afrânio José Vieira                                                      | Faleceu no cargo.                                                                                           |
| 10 | Afrânio José Vieira             | 16 de janeiro de 1990 até 31 de dezembro de 1992 (2 anos e 350 dias)   | Nenhum                                                                   | Assumiu o cargo em decorrência do falecimento do titular.                                                   |
| 11 | Luiz Clarindo de França         | 01 de janeiro de 1993 até 31 de dezembro de 1996 (4 anos)              | Marcelo Torres Lins                                                      | |
| 12 | Hermann Elson de Almeida Filho  | 01 de janeiro de 1997 até 31 de dezembro de 2004 (8 anos)              | Alberto Torres Lins (1° mandato) Jerônimo Neto Tenório Lins (2° mandato) | |
| 13 | Juliana Lopes de Farias Almeida | 01 de janeiro de 2005 até 31 de dezembro de 2008 (4 anos)              | Isaac Antônio de Macedo                                                  | |
| 14 | Quitéria Berto do Nascimento    | 01 de janeiro de 2009 até 31 de dezembro de 2012 (4 anos)              | Stella Cristiana Vasconcelos Brandão de Almeida                          | |
| 15 | Juliana Lopes de Farias Almeida | 01 de janeiro de 2013 até 31 de dezembro de 2020 (8 anos)              | André Brandão de Almeida                                                 | |
| 16 | André Brandão de Almeida        | 01 de janeiro de 2021 até a atualidade                                 | Hermann Elson de Almeida Filho                                           | |